# Their Greatest Hits (1971–1975)
| Оценки критиков  | Оценки критиков |
| Источник         | Оценка          |
| ---------------- | --------------- |
| AllMusic         | [ 1 ]           |
| Robert Christgau | (B)             |
| Rolling Stone    | [ 3 ]           |

Their Greatest Hits (1971–1975) — первый сборник лучших хитов группы Eagles, вышедший в 1976 году. Включает песни с первых четырёх альбомов группы, выходивших с 1971 по 1975 годы. Самый продаваемый альбом в США за все годы, бестселлер № 1 (на 20 августа 2018 года), имеющий 38-кратную платиновую сертификацию Recording Industry Association of America (RIAA).
В 2017 году был избран для сохранения в Национальном реестре аудиозаписей американской Библиотеки Конгресса, учитывая его «культурное, историческое и эстетическое значение».

## Об альбоме
Their Greatest Hits (1971—1975) дебютировал на четвёртом месте американского хит-парада Billboard 200 в первую неделю релиза и спустя неделю 13 марта 1976 года достиг позиции № 1, на которой оставался пять недель. В итоговом списке лучших альбомов 1976 года журнала Billboard он занял четвёртое место, но продажи продолжались и четверть века спустя, что и позволило альбому стать самым продаваемым в истории США.
Альбом стал первым удостоенным платинового сертификата RIAA, который эта ассоциация ввела 1976 году для альбомов, чей тираж достиг 1 млн копий в США. Он получил эту сертификацию 24 февраля 1976, то есть спустя всего одну неделю после своего издания. В августе 1990 года он был сертифицирован в 12-кратном платиновом статусе. Следующей 14-кратный сертификат диск получил в декабре 1993 года, а 22-кратным платиновым он стал в июне 1995 года. Абсолютным бестселлером всех времён в США он стал, когда получил 26-кратную платину от RIAA. В интервью, которое дал в 2001 году на радио член группы Рэнди Майснер, он сказал, что ни он, ни Берни Лидон даже не были уведомлены о рекордной награде, предоставленной им в 1999 году, и что «… пришлось звонить и мы наконец получили её». 29-кратную платиновую сертификацию альбом получил 30 января 2006 года, что означало тираж в 29 млн копий в США. 20 августа 2018 года Their Greatest Hits (1971—1975) занял позицию № 1 в списке RIAA’s «Top 100 Albums», сместив альбом Майкла Джексона Thriller, который получил 33-кратную платиновую сертификацию. К 2011 году тираж альбома во всём мире составил более 42 млн копий.

## Список композиций
| №  | Название                                            | Автор(ы)                      | Основной вокал | Длительность |
| -- | --------------------------------------------------- | ----------------------------- | -------------- | ------------ |
| 1. | «Take It Easy» (из альбома Eagles, 1972)            | Гленн Фрай Джексон Браун      | Фрай           | 3:29         |
| 2. | «Witchy Woman» (из альбома Eagles, 1972)            | Дон Хенли Берни Лидон         | Хенли          | 4:10         |
| 3. | «Lyin' Eyes» (из альбома One of These Nights, 1975) | Хенли Фрай                    | Фрай           | 6:21         |
| 4. | «Already Gone» (из альбома On the Border, 1974)     | Robb Strandlund Jack Tempchin | Фрай           | 4:13         |
| 5. | «Desperado» (из альбома Desperado, 1973)            | Хенли Фрай                    | Хенли          | 3:33         |

| №  | Название                                                | Автор(ы)                 | Основной вокал | Длительность |
| -- | ------------------------------------------------------- | ------------------------ | -------------- | ------------ |
| 1. | «One of These Nights» (из альбома One of These Nights)  | Хенли Фрай               | Хенли          | 4:51         |
| 2. | «Tequila Sunrise» (из альбома Desperado)                | Хенли Фрай               | Фрай           | 2:52         |
| 3. | «Take It to the Limit» (из альбома One of These Nights) | Хенли Фрай Рэнди Майснер | Майснер        | 4:48         |
| 4. | «Peaceful Easy Feeling» (из альбома Eagles)             | Tempchin                 | Фрай           | 4:16         |
| 5. | «Best of My Love» (из альбома On the Border)            | Хенли Фрай J.D. Souther  | Хенли          | 4:35         |

## Участники записи
- Дон Хенли — вокал, ударные
- Гленн Фрай — вокал, гитара, клавишные
- Рэнди Майснер[англ.] — вокал, бас-гитара
- Дон Фелдер[англ.] — бэк-вокал, гитара
- Берни Лидон[англ.] — бэк-вокал, гитара, банджо, мандолина

## Позиции в хит-парадах
| Хит-парад (1976)                         | Высшая позиция |
| ---------------------------------------- | -------------- |
| Канада, Canadian RPM Albums Chart        | 1              |
| Новая Зеландия, New Zealand Albums Chart | 2              |
| Норвегия (VG-lista)                      | 8              |
| Швеция (Sverigetopplistan)               | 31             |
| Великобритания (UK Albums Chart)         | 2              |
| США (Billboard 200)                      | 1              |

| Хит-парад (1976)                   | Позиция |
| ---------------------------------- | ------- |
| Великобритания (Gallup Poll)       | 8       |
| Канада (RPM Year-End)              | 5       |
| США (Billboard Top Popular Albums) | 4       |
| Хит-парад (1977)                   | Позиция |
| Великобритания (Gallup Poll)       | 23      |

## Сертификации
| Регион | Сертификация     | Продажи    |
| --- | ---------------- | ---------- |
| Австралия (ARIA) | 8× Платиновый    | 560 000^   |
| Канада (Music Canada) | 2× Бриллиантовый | 2 000 000^ |
| Гонконг (IFPI Hong Kong) | Платиновый       | 20 000*    |
| Великобритания (BPI) | Платиновый       | 300 000^   |
| США (RIAA) | 38× Платиновый   | 38 000 000 |
| * Данные о продажах приведены только на основе сертификации. · ^ Данные о тиражах приведены только на основе сертификации. · Данные о продажах + прослушиваниях приведены только на основе сертификации. |                  |            |